# نوک‌تخت‌های گرد
نوک‌تخت‌های گرد (نام علمی: Rhynchocyclus) سرده‌ای از مگس‌گیرهای ژیان‌مرغ است که توسط ژان کابانیس در سال ۱۸۳۶ بنیان‌گذاری شد. برخلاف، گونه‌های سردۀ نوک‌تخت‌های تیز، لبه نوک در این پرندگان برگشته است.

## گونه‌ها
دارای چهار گونه است:
| تصویر | نام علمی                   | نام رایج            | پراکندگی                                                                                                   |
| ----- | -------------------------- | ------------------- | --- |
|       | Rhynchocyclus brevirostris | نوک‌تخت حلقه‌چشمی     | بلیز، کلمبیا، کاستاریکا، السالوادور، گواتمالا، هندوراس، مکزیک، نیکاراگوئه و پاناما با تهاجم جزئی به کلمبیا |
|       | Rhynchocyclus pacificus    | نوک‌تخت اقیانوس آرام | کلمبیا و اکوادور                                                                                           |
|       | Rhynchocyclus olivaceus    | نوک‌تخت زیتونی       | بولیوی، برزیل، کلمبیا، اکوادور، گویان فرانسه، گویان، پاناما، پرو، سورینام و ونزوئلا.                       |
|       | Rhynchocyclus fulvipectus  | نوک‌تخت سینه‌گندمی    | بولیوی، کلمبیا، اکوادور، پرو و ونزوئلا.                                                                    |

نام Rhynchocyclus ترکیبی از واژهٔ یونانی rhunkhos به معنای "نوک" و kuklos به معنای "گرد" یا "سپر" است.